# 谷瑞恵
谷 瑞恵（たに みずえ、1967年2月3日 - ）は三重県出身の女性ライトノベル作家。

## 経歴・人物
三重大学卒業。血液型はO型。1997年、『パラダイス・ルネッサンス―楽園再生―』で第6回集英社ロマン大賞佳作入選。代表作はコバルト文庫『伯爵と妖精』シリーズ。初の一般向け作品である『思い出のとき修理します』が20万部を超えるヒット作となる。
日本SF作家クラブ会員。

## 作品リスト

### シリーズ作品
摩天楼ドールシリーズ（集英社〈コバルト文庫〉、イラスト：央己あゆり）
1. 摩天楼ドール（2000年3月）
2. フェザークィーン（2000年7月）
3. ハイブリッドハンター（2000年12月）

魔女の結婚シリーズ（集英社〈コバルト文庫〉、イラスト：蓮見桃衣）

伯爵と妖精シリーズ（集英社〈コバルト文庫〉、イラスト：高星麻子）

花咲く丘の小さな貴婦人（リトル・レディ）シリーズ（集英社〈コバルト文庫〉、イラスト： 文庫版 桃川春日子   電子書籍版 山田コウタ）
1. 寄宿学校と迷子の羊（2007年1月）
2. 林檎と花火とカエルの紳士（2007年9月）
3. それは青いすみれの季節（2008年7月）
4. 荒野へ、心に花束を抱いて 前編（2010年2月）
5. 荒野へ、心に花束を抱いて 後編（2010年3月）

思い出のとき修理しますシリーズ（集英社〈集英社文庫、イラスト：山田コウタ）

異人館画廊シリーズ（集英社〈コバルト文庫・オレンジ文庫〉、イラスト：詩縞つぐこ）
1. 盗まれた絵と謎を読む少女（2014年2月）
2. 贋作師とまぼろしの絵（2015年1月）
3. 幻想庭園と罠のある風景（2015年8月）
4. 当世風婚活のすすめ（2016年9月）
5. 失われた絵と学園の秘密（2017年12月）
6. 透明な絵と堕天使の誘惑（2019年12月）

### シリーズ外ライトノベル作品
- パラダイスルネッサンス――楽園再生――（1997年10月 集英社〈スーパーファンタジー文庫〉）
- 夜想（1998年5月 集英社〈スーパーファンタジー文庫〉）
- ルナティック・シャイン（1999年6月 集英社〈スーパーファンタジー文庫〉）
- さまよう愛の果て――失われた王国と神々の千一夜物語（2006年3月 集英社〈コバルト文庫〉、イラスト：山本鳥尾）

### 一般文芸作品
- 拝啓 彼方からあなたへ（2014年12月 集英社 / 2018年12月 集英社オレンジ文庫）
- がらくた屋と月の夜話（2015年7月 幻冬舎 / 2017年11月 幻冬舎文庫）
- 木もれ日を縫う（2016年11月 集英社 / 2019年4月 集英社文庫）
- 額を紡ぐひと（2018年2月 新潮社）
  - 額装師の祈り 奥野夏樹のデザインノート（2020年11月 新潮文庫nex）※改題
- めぐり逢いサンドイッチ（2019年5月 KADOKAWA / 2022年1月 角川文庫）
- 語らいサンドイッチ（2020年6月 KADOKAWA）
- 神さまのいうとおり（2021年5月 幻冬舎）
- あかずの扉の鍵貸します（2021年10月 集英社）

### 作品収録アンソロジー
「」内が谷瑞恵の作品
- 新釈グリム童話 めでたし、めでたし?（2016年3月 集英社オレンジ文庫）「なくしものの名前」
- ファンタジーへの誘い ストーリーテラーのことのは（2016年6月 徳間書店）《インタビュー集》
- 猫だまりの日々 猫小説アンソロジー（2017年12月 集英社オレンジ文庫）「白い花のホテル」

## 単行本未収録作品
小説
- 伯爵家執事の新たな決意（2009年『Cobalt (雑誌)|Cobalt』抽選カレンダー 収録）
- レイヴンの日記（コバルト2010夏のLOVE4フェア冊子収録〈2013年サイン会にて再配布〉）
- もう少し、やさしい夢の中で（『Cobalt』2012年11月号 定期購読特典書き下ろしプチノベル）
- ファーストキスの贈り物」（ありがとサマー2012 BOOK）
- 鈍感なきみとぼく（『Cobalt』2013年1月号 応募者全員サービスドラマCD コバルトスタァ7 Étoile ブックレット掲載）
- よい子は早くおやすみなさい（『Cobalt』2013年7月号 定期購読特典書き下ろしプチノベル）
- 悪夢の人形劇（『Cobalt』2014年7月号 定期購読特典書き下ろしプチノベル）
- おひとりさまDAYの贈り物（『パピルス』Vol.64（2016年2月号） - ?）
- 殻の祭壇（『yom yom』2016年6月号 - 2017年6月号）
- まよなかの青空（『別冊文藝春秋』2017年5月号 - 連載中）

エッセイ
- フクザツな猫ゴコロ（『Cobalt』2016年3月号）

## メディアミックス
テレビアニメ化
- 伯爵と妖精（2008年10月 - 2008年12月、アニメシアターX）

漫画化
- 伯爵と妖精（『ザ・マーガレット』2008年10月号 - 、作画：香魚子、全4巻）
- 思い出のとき修理します（『Cocohana』2013年2月号 - 、作画：山口いづみ、既刊5巻）